# Skotselv Station
Skotselv Station (Skotselv stasjon) er en tidligere jernbanestation på Randsfjordbanen, der ligger i byområdet Skotselv i Øvre Eiker kommune i Norge.
Stationen blev åbnet 15. november 1866, da Randsfjordbanen stod færdig. Oprindeligt hed den Skotselven, men stavemåden blev ændret til Skotselv 1. september 1922. Stationen mistede sin bemanding 1. maj 1982, og i slutningen af 2004 ophørte betjeningen med persontog. Stationen eksisterer dog stadig, og består udover stationsbygningen, der er opført efter tegninger af Georg Andreas Bull, af pakhus, krydsningsspor og sidespor.